# فريدون صادقي
فريدون صادقي (بالفارسية: فریدون صادقی) هو لاعب كرة سلة إيراني. مثّل منتخب بلاده. شارك في دورة الألعاب الأولمبية الصيفية سنة 1948.

## روابط خارجية
- فريدون صادقي على موقع الاتحاد الدولي لكرة السلة (الإنجليزية)
- فريدون صادقي على موقع سبورتس رفرنس (الإنجليزية)
- فريدون صادقي على موقع أوليمبيديا (الإنجليزية)